# Gyuricza Gábor
Gyuricza Gábor (São Paulo, 1959. április 15.) kormánytisztviselő, vállalkozó.

## Tanulmányai, ismeretei
Angol és portugál tannyelvű középiskolában érettségizik 1976-ban, majd hotelmenedzsmentet tanul a São Pauló-i CEATEL Senac Intézetben, ahol 1986-ban diplomázik. Egy tanévet (1979/80) Budapesten tanul az Állami Balettintézet néptánc tagozatán. Magyarul, angolul és portugálul anyanyelvi szinten beszél, spanyolul és németül középfokon.

## Pályája
Az édesapja által 1954-ben alapított, ipari szerszámokat forgalmazó cégben kezdetben asszisztensként, később társtulajdonosként és ügyvezető igazgatóként dolgozik 1976-83 és 1985-90 között.
1983-ban társtulajdonosként beszáll São Pauló legrégebbi, Odeon nevű cukrászdájába és két éven keresztül azt vezeti.
1990-ben a forgácsolószerszámok forgalmazásában szerzett tapasztalata miatt a német tulajdonú Gühring cégcsoport megbízza brazíliai leányvállalatának megalapításával és a cég piaci bevezetésével. Két éven keresztül a cég ügyvezetője. Pályája során több dél-amerikai országban tart marketing témájú előadást.
A család hazatelepülése után 1997-ben saját céget alapít Budapesten, amelynek profilja brazil és magyar cégek közötti kereskedelmi kapcsolatok építése, valamint brazil termékek képviselete és forgalmazása. Neki köszönhető egy világhírű brazil strandpapucs márka bevezetése a hazai piacon.
2010-től 2015-ig kormánytisztviselő, előbb a brazíliavárosi Nagykövetségen, majd négy évig Magyarország São Pauló-i Főkonzulátusán dolgozik. Több mint kétezer külföldön élő magyar származású embernek segít, hogy az egyszerűsített honosítási eljárás keretében megkaphassa a magyar állampolgárságot.
2015-ben visszaköltözik Budapestre, kilép a külügyi szolgálatból és azóta is vállalkozóként tevékenykedik. Emellett családfakutatással is foglalkozik.

## Családja
Szülei, Gyuricza János és Nagy Valéria 1948 végén menekültként hagyták el Magyarországot és 1950 májusában érkeztek meg Brazíliába.
Apai nagyapja Dr. Gyuricza János (1895–1979), rendőrnyomozó őrnagy, anyai nagyanyja Bakos Anna (1896–1977). Anyai nagyapja Dr. Nagy Béla (1878–1945) bíró, ítélőtáblai tanácselnök, anyai nagyanyja Vajnovszky Krisztina  (1896–1975) festőművész. Két testvére, Gyuricza János (1946, közgazdász) és Gyuricza György László (1947, építészmérnök).
Négy gyermek édesapja: Mikolt (1985), Zsolt (1989), Dóra (1994) és Péter (1995).

## Társadalmi tevékenysége
A brazíliai magyar kulturális életnek több területén is aktív. 1981-1984 között a brazíliai magyarok lapja, a Szóval társszerkesztője, a Zrínyi Művészegyüttes (1981) és a Ropogós Csárdás Együttes (1986) egyik alapítója és koreográfusa, az első brazíliai táncház (1986) megálmodója, a II. Dél-Amerikai Néptánctalálkozó (1988) főszervezője. A nyolcvanas években az Erdélyi Világszövetség brazíliai szervezetének társelnöke, 1986-1992 között a São Pauló-i Magyar Ház választmányi tagja. Huszonhat éves korában kitüntetést kap São Paulóban a közösségért végzett munkájáért (Polgári és Kulturális Érdemkereszt). 1997 januárjában családjával Magyarországra települ. Egy évvel később alapító tagja lesz a Visszatelepült Magyarok Körének (VMK). A szervezet 2002-ben beleolvad a Panoráma Világklubba, ahol szintén közel 20 évig tevékenykedik. Négy év külszolgálat után, 2015-ben ismét hazaköltözik és azóta aktív tagja a Magyarország Barátai Alapítványnak, sorozatszerkesztője az Alapítvány gondozásában kiadott „Visszidensek” interjúsorozatnak. 2018-ban kitüntetik "A Magyar Kultúra Lovagja" elismeréssel, 2022-ben a Magyar Arany Érdemkereszttel.
Ő használta először a „visszidens” kifejezést, amelyet azóta széleskörűen használnak a visszatelepült külföldi magyarokra.

## Hobbija
Hobbija a sakk.
Levelezési sakkozásban több nemzetközi megnyitási témaversenyt nyert.
2000-ben megszervezte az I. Budapest Kupát, amelynek témája a budapesti védelem volt. A versenyen 18 ország mesterei és nagymesterei vettek részt.
2010-ben Bottlik Ivánnal közös, magyar és angol nyelvű tanulmánya jelent meg a budapesti védelem történetéről.